# Zanthoxylum fagara
Espèce
Classification phylogénétique
Zanthoxylum fagara est une espèce de plantes à fleurs de la famille des Rutaceae. C'est une plante ligneuses de la taille d’un buisson ou d’un petit arbre. Elle porte des épines tordues et, pendant l’été, de petits fruits rouges. On la retrouve du sud des États-Unis jusqu’en Amérique latine et dans les Caraïbes.
Elle est l'un des composants du VK 500, un médicament contre la drépanocytose découvert par le médecin-chercheur Jérôme Fagla Médégan et produit par Arkopharma qui a révélé n'avoir aucun effet scientifiquement démontré à la suite des études menées par le professeur Gil Tchernia et aux démentis des associations SOS Globi, OILD, etc.

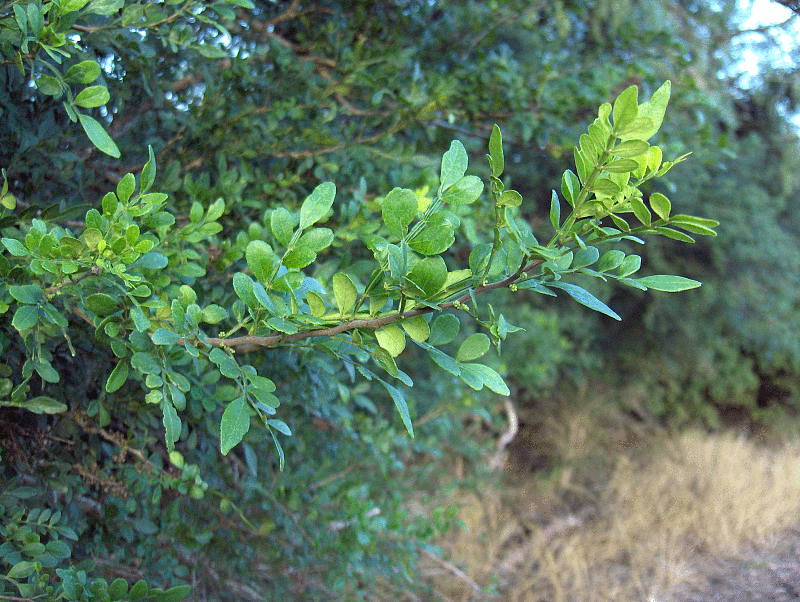
Zanthoxylum fagara.